# Robert Reyburn Butler
Robert Reyburn Butler (ur. 24 września 1881, zm. 7 stycznia 1933) – amerykański prawnik i polityk związany z Partią Republikańską.
Był burmistrzem miasta Condon w stanie Oregon. Od 1928 roku aż do śmierci w 1933 roku był przedstawicielem drugiego okręgu wyborczego w stanie Oregon w Izbie Reprezentantów Stanów Zjednoczonych.
Jego dziadek, Roderick Randum Butler, jako przedstawiciel stanu Tennessee także zasiadał w Izbie Reprezentantów Stanów Zjednoczonych.